# Дарувар
Да́рувар (хорв. Daruvar) — город в Хорватии, на севере страны. Второй по величине город в Беловарско-Билогорской жупании, после Бьеловара. Население — 9 815 чел. в городе и 13 243 человек во всей общине (2001).

## Общие сведения
Дарувар находится у подножия холмистой гряды Папук на берегах речки Топлица (бассейн Савы).
В 50 километрах к северо-западу находится город Бьеловар, в 30 километрах к западу — Гарешница, в 50 километрах к северу — Вировитица, в 20 километрах к югу — Пакрац, в 45 километрах к востоку — Слатина, в 50 километрах к юго-западу — Кутина.
Через город проходит шоссе E 661: Будапешт — Вировитица — Баня-Лука (национальная дорога D5). Другие дороги ведут в Кутину (D5 до D45) и Слатину (D34). В городе есть железнодорожная станция.
Дарувар — курортный город, известный своими минеральными источниками. Для лечения используется тёплая минеральная вода (46 °C), а также лечебные грязи.

## История
Поселение на месте современного Дарувара появилось до нашей эры. Кельтские племена селились возле горячих целебных источников в Даруварской долине.
В составе Римской империи местные кельты пользовались автономией, их столицей стал город Аква Балисае (Aqua Balissae), расположенный на месте современного Дарувара. Город и горячие источники рядом с ним неоднократно посещали императоры.
В VII веке регион заселили славяне. Город вплоть до XVIII века был известен под разными именами — Подборье, Топлице, Доброкуче.
В 1543 году город был оккупирован турками и превращён в турецкий укреплённый пункт на границе с империей Габсбургов. В 1699 году турки были изгнаны австрийской армией.
В 1771 году Подборье и окрестности стали собственностью князя Антуна Янковича. Он переименовал Подборье в Дарувар (от венгерского «Daru» — журавль) и интенсивно занялся созданием вокруг целебных источников курортной инфраструктуры.
В 1837 году Дарувар получил статус свободного королевского города.
Во время войны в Хорватии в 90-х годах XX века в окрестностях города велись бои, причинившие Дарувару существенный ущерб. Город покинуло множество сербского населения, до войны составлявшего 33,47 %. После окончания войны разрушенные строения были восстановлены.

## Демография

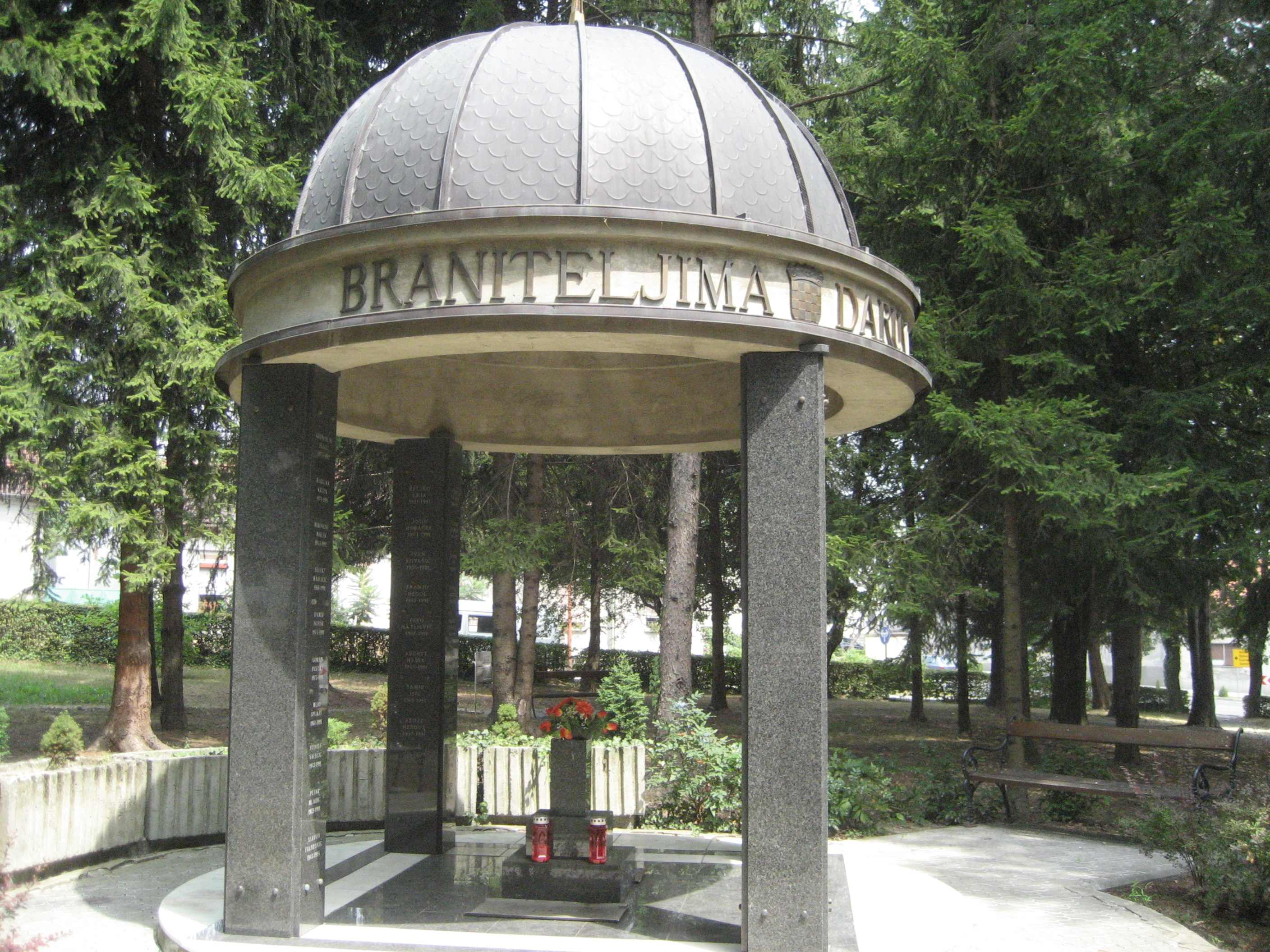
Памятник защитникам города в войне за независимость

В связи с тем, что большая часть хорватского населения, составлявшего подавляющее большинство населения города до турецкого нашествия, бежало от турок, демографическая картина региона после освобождения от Османской империи отличалась большой пестротой. На опустевшие земли, кроме возвратившихся хорватов, австрийским правительством было привлечено большое количество колонистов различных национальностей.
Примечательной особенностью является большой процент чешского населения в Даруваре и окрестностях. На чешском языке издаются газеты, ведётся преподавание в школах. В нескольких населённых пунктах около Дарувара чешский признан вторым официальным языком.
По данным переписи населения в 2011 году, хорваты составляют 61 % населения, 21 % — чехи, 12 % — сербы, около 1 % — венгры.

## Экономика
Основой экономики города является туризм, санаторно-курортное обслуживание, а также производство вина, пищевая промышленность. В городе есть металлообрабатывающий завод и фабрика по производству изделий из стекла. Чешская диаспора исторически развивала пивоварение, до сих пор в городе производится марка Старочешко.

## Достопримечательности
- Минеральные источники. Санатории на источниках привлекают множество курортников.
- Церковь св. Троицы. Построена в 1764 году.
- Сербская православная церковь (XVII век)
- Замок князя Янковича. Построен в 1777 году.

## Известные уроженцы
- Давид Франкфуртер — еврейский студент, известный своим убийством 4 февраля 1936 г. нацистского активиста Вильгельма Густлофф.
- Миливой Ашнер — руководитель хорватской полиции в Славонской-Пожеге (1941—1945), обвинявшийся в преступлениях, совершенных во время Второй мировой войны.